# Центр оперного пения Галины Вишневской
Центр оперного пения Галины Вишневской — учебное заведение в Москве, включающее оперный театр (автор проекта архитектор Великанов Александр Александрович). Располагается в специально выстроенном здании на ул. Остоженка (дом 25), являющемся типичным образцом лужковского стиля.
Руководитель — оперная певица Г. П. Вишневская (с 2002 по 2012 год). Под руководством Вишневской и других опытных вокалистов выпускники музыкальных вузов проходят в Центре оперного пения двухлетнюю стажировку.
Выпускники Центра оперного пения — российские и зарубежные вокалисты — выступают на таких сценах мира, как Большой театр, Брюссельская королевская опера, Боннский оперный театр, Дрезденская опера, Московский академический музыкальный театр имени К. С. Станиславского и Вл. И. Немировича-Данченко.
В репертуаре театра — оперы «Кармен» Ж. Бизе, «Дидона и Эней» Г. Пёрселла, «Евгений Онегин» П. И. Чайковского, «Царская невеста» Н. А. Римского-Корсакова. В 2002—2006 годах главным дирижёром театра был В. А. Понькин.
Центр оперного пения — один из учредителей Международного конкурса оперных артистов Галины Вишневской, который проходит раз в два года (впервые состоялся в 2006 году).

## Постановки в центре оперного пения
За 13 лет, прошедших с открытия Оперного Центра, он занял достойное место в культурном ландшафте столицы. С момента открытия здесь были осуществлены одиннадцать оперных постановок: «Царская невеста» Н. Римского-Корсакова, «Фауст» Ш. Гуно, «Риголетто» Дж. Верди, «Вампука» В. Эренберга, «Иоланта» и «Евгений Онегин» П. Чайковского, «Кармен» Ж. Бизе, «Борис Годунов» М. Мусоргского, «Руслан и Людмила» М. Глинки, «Паяцы» Р. Леонкавалло, музыкальный спектакль «Женитьба и другие ужасы» по произведениям Н.В. Гоголя; прошли многочисленные камерные концерты, получившие высокую оценку публики и музыкальных критиков. Сцена Оперного Центра, по признанию музыкальной общественности и публики, стала одной из лучших концертных и театральных площадок Москвы. Здесь выступают не только воспитанники школы Галины Вишневской, но и звезды мировой культуры; проходят камерные и симфонические концерты, музыкальные фестивали, театральные постановки. Великолепный зал в итальянском стиле на 350 мест, оснащенный современным осветительным и звуковым оборудованием, рассчитан на проведение самых эксклюзивных проектов.